# Џил и Џон
„Џил и Џон” је југословенски ТВ филм из 2002. године. Режирао га је Миливоје Мишко Милојевић који је написао и сценарио по делу Леонарда Герша.

## Улоге
| Глумац            | Улога           |
| ----------------- | --------------- |
| Катарина Ерић     | Џил             |
| Данијел Сич       | Дон Бакер       |
| Тања Бошковић     | Госпођа. Бејкер |
| Ненад Гвозденовић |                 |